# King David's Spaceship
King David's Spaceship este un roman science-fiction scris de autorul american Jerry Pournelle. Acesta a fost publicat inițial în 1980 și face parte din seria CoDominium. O altă versiune a apărut într-o serie de trei părți în revista Analog Science Fiction and Fact sub denumirea A Spaceship for the King [O navă spațială pentru Rege] în perioada decembrie 1971 - februarie 1972. 

## Povestea
Acțiunea romanului are loc pe o planetă numită Lumea Prințului Samual. Bombardată puternic în timpul războaielor de secesiune, populația a petrecut peste 400 de ani în izolare. O mare parte din cunoștințele tehnologice ale Primului Imperiu au fost pierdute, astfel încât atunci când navele celui de-al doilea Imperiu au găsit sistemul nivelul tehnologic al planetei era asemănător cu Europa secolului al XIX-lea.  

## Vezi și
- 1971 în științifico-fantastic
- 1972 în științifico-fantastic
- 1980 în științifico-fantastic

Format:Jerry Pournelle